# Uluaa
Uluaa [uluˈaː] (nach alter Rechtschreibung Uluâ) ist eine wüst gefallene grönländische Siedlung im Distrikt Upernavik in der Avannaata Kommunia.

## Lage
Uluaa befindet sich am Ostufer des Sunds Sullua. Der Ort ist einer der wenigen im Distrikt, der sich auf dem Festland befindet. Der nächste bewohnte Ort ist Kangersuatsiaq 22 km westlich. Nach Südwesten sind es 34 km bis nach Upernavik Kujalleq.

## Geschichte
Uluaa war ursprünglich ein nicht dauerhaft besiedelter Jagdplatz. Im Winter war der Ort gut zur Robbenjagd geeignet, während man im Sommer meist Rentiere jagte. Ab 1911 war Uluaa Teil der Gemeinde Upernavik Kujalleq, aber weil Kangersuatsiaq näher lag, handelten die Bewohner üblicherweise dort. 1918 hatte der Wohnplatz 18 dauerhafte Einwohner, die in drei primitiven Häusern lebten. In den 1940er Jahren hatte Uluaa bis zu 24 Einwohner. 1950 wurde der Wohnplatz aufgegeben.